# Neodiplogasteridae
Neodiplogasteridae é uma família de nematóides pertencentes à ordem Diplogasterida.
Género:
- Diplenteron